# Wierzchowo (jezioro)
Wierzchowo (niem. Virchowsee) – jezioro w woj. zachodniopomorskim, w powiecie szczecineckim, w gminie Szczecinek, leżące na terenie Pojezierza Drawskiego. Urozmaicona linia brzegowa, długie, piaszczyste plaże.
W jeziorze można złowić m.in. takie ryby jak: węgorz, sieja, sielawa, leszcz, lin, płoć.
W pobliżu jeziora znajduje się użytek ekologiczny „Wielkie Błoto”, ośrodek wydobycia gazu ziemnego oraz wsie Wierzchowo i Stare Wierzchowo.
Z jeziora wypływa rzeka Gwda, którą często organizowane są spływy kajakowe

## Dane morfometryczne
Powierzchnia zwierciadła wody według różnych źródeł wynosi od 712,5 ha przez 731,0 ha do 732 ha.
Zwierciadło wody położone jest na wysokości 139,0 m n.p.m. lub 139,5 m n.p.m. Średnia głębokość jeziora wynosi 9,6 m, natomiast głębokość maksymalna 26,5 m.
Na podstawie badań dokonanych w 2008 roku zakwalifikowano Wierzchowo pod względem biologicznym, jak i w zakresie standardów fizykochemicznych do III klasy, czyli do umiarkowanego stanu ekologicznego. W oparciu o badania przeprowadzone w 1997 roku wody jeziora zaliczono do II klasy czystości.